# 源義経が登場する大衆文化作品一覧
本項目では、鎌倉時代の日本の武将である源義経が登場する小説や映画、テレビドラマなどの大衆文化作品の一覧について解説する。

## 小説
- 『源義経　九郎の卷』 番衆浪人・福田琴月 （1913年）
- 『平泉情史　藤原秀衡』 藤原相之助 （1917年）
- 『義経物語』 巌谷小波 （1922年）
- 「義経」 網野菊 （『中央公論』秋季大附録号、1926年9月）
- 『少年九郎判官義経』 守屋貫秀 ・新井庄太郎 （1927年）
- 『源平盛衰記』 白井喬二 （1930年）
- 『源義経と成吉思汗』 加藤武雄 （愛国少年文庫第6編、1933年）
- 『源九郎義経』 直木三十五 （ 直木三十五全集、1933年）
- 『牛若丸』『源九郎義経』 佐藤一英 （少年少女世界文庫、1936年）
- 『東天紅』 大林馨 （1939-41年）
- 『瑞穂太平記』 白井喬二 （第3・4巻 源平編、1942年）
- 『源義経』 吉川英治 （1942年）
- 『源義経 少年物語』 楠山正雄 （1943年）
- 『新・平家物語』 吉川英治 （1951-57年）
- 『源義経』 村上元三 （1952-55年）
- 『艶筆義経記』 稲垣史生 （艶筆文庫、1956年）
- 『武将列伝』 海音寺潮五郎 （1959年）
- 『源義経』 小山龍太郎 （1966年）
- 『源義経−孤独の生涯』 邑井操 （1966年）
- 『義経』 司馬遼太郎 （1966-68年）
- 『花の義経』 大塚雅春 （1968年）
- 「こちら一の谷」 筒井康隆 （『メタモルフォセス群島』所収、1976年）
- 『源九郎義経』 邦光史郎 （1980年）
- 『源義経』 長部日出雄 （1982年）
- 『源義経』 永岡慶之助 （1985年）
- 『義経の母』 安西篤子 （1986年）
- 「二人の義経」 永井路子 （『噂の皇子』所収、1988年）
- 『平泉最後の日−義経の自害』 安部宗男 （1990年）
- 『生きよ義経』 三好京三 （1990年）
- 『源義経』 杉山義法 （1991年）
- 『大逆説！義経が翔く』 志茂田景樹 （1991年）
- 『炎立つ』 高橋克彦 （1992-94年）
- 『義経の野望−異説「藤原四代記」 鎌倉攻略篇』 楠木誠一郎 （1992年）
- 『静−幻夢義経記』 武上純希 （1992年）
- 『もののふの大地−義経と河越一族』 堀和久 （1992年）
- 『義経の刺客』 山田智彦 （1992年）
- 『華焔　義経の妻』 倉本由布 （1993年）
- 『千の夢を見る　義経転生幻想記』 倉本由布 （1993年）
- 『義経』 中島渉 （1993年）
- 『平家物語』 森村誠一 （1994-96年）
- 『妖説 義経征戦記』 平戸夬 （1997年）
- 『遮那王伝説』 三田誠広 （1998年）
- 『源平伝NEO』 あかほりさとる （1998-99年）
- 『陰陽道・転生安倍晴明−義経起つ』 谷恒生 （2000年）
- 『陰陽師鬼一法眼1　義経怨霊篇』 藤木稟 （2000年）
- 『黒塚 KUROZUKA』 夢枕獏 （2000年）
- 『風譚義経』 古田十駕 （2001年）
- 『九郎判官』 領家高子 （2001年）
- 『義経冒険譚』 石たかし （2002年）
- 『残夢』 恒川詩帆 （2002年）
- 『君の名残を』 浅倉卓弥 （2004年）
- 『天馬、翔ける』 安部龍太郎 （2004年）
- 『仮面の義経　迦楼羅の面に秘められた謎』　伊井圭 （2004年）
- 『義経の龍虎』 風野真知雄 （2004年）
- 『僕は、彼らと共にいた−僕的源義経伝』 櫻井優魚 （2004年）
- 『みちのく挽歌 源義経と一族』 関河惇 （2004年）
- 「平家の封印」 高橋直樹 （『霊鬼頼朝』所収、2004年）
- 『義経の征旗』 中津文彦 （2004年）
- 『源義経と静御前』 中島道子 （2004年）
- 『もうひとりの義経：源氏武者列伝』 火坂雅志 （2004年）
- 『源義経』 二階堂玲太 （2004年）
- 『義経』 宮尾登美子 （2004年）
- 『源家の海−西行と義経』 入江康範 （2005年）
- 『牛若丸は名探偵！源義経とタイムスリップ探偵団』 楠木誠一郎 （2005年）
- 『義経と郷姫』 篠綾子 （2005年）
- 『義経を討て』 童門冬二 （2005年）
- 『義経、世界制覇の夢』 豊田孝次 （2005年）
- 『平安夜伽草子 源義経妖艶伝』 名村烈 （2005年）
- 『兄者−義経の血霊』 西川右近 （2007年）
- 『義経になった男』 平谷美樹 （2011年）
- 『義経いづこにありや』 吉川永青 （2013年）
- 『逆転歴史法廷−被告人・源頼朝 : 源義経殺人教唆事件』 鈴木仁 （2014年）
- 『零落す−源義経の決断』 光野志のぶ （2014-16年）
- 『ギケイキ：千年の流転』『ギケイキ2：奈落への飛翔』 町田康 （2016年）
- 『ユーラシアの虹−チンギス・ハン／義経』 原子修 （2017年）
- 『義経暗殺』 平谷美樹 （2018年）
- 『転生義経は静かに暮らしたい』 田井ノエル （2022年）

## 映画
源義経が主人公の映画
- 『牛若丸』（1910年、演：尾上松之助）
- 『源義経公一代記』（1911年）
- 『義経部落』（1912年）
- 『義経千本桜』（1912年）
- 『義経腰越状』（1913年、演：市川桃十郎）
- 『義経千本桜 吉野山道中』（1914年、監督：吉野二郎、演：坂東勝五部）
- 『牛若丸』（1917年、演：澤村四郎五郎）
- 『義経千本桜 佐藤忠信』（1919年、演：尾上松之助）
- 『牛若丸』（1925年、監督：古海卓二、演：市川百々之助）
- 『牛若丸』（1941年、監督：押本七之輔、演：嵐寛童）
- 『牛若丸』（1952年、監督：大曾根辰夫、演：美空ひばり）
- 『浮かれ狐千本桜』（1954年、監督：斎藤寅次郎、演：和田孝）
- 『源義経』（1955年、監督：萩原遼、演：中村錦之助）
- 『続源義経』（1956年、監督：萩原遼、演：中村錦之助）
- 『新・平家物語 静と義経』（1956年、監督：島耕二、演：菅原謙二）
- 『源九郎義経』（1962年、監督：松田定次、演：北大路欣也）
- 『山中常盤 牛若丸と常盤御前 母と子の物語』（2004年、監督：羽田澄子）

源義経が登場する映画
- 『碁盤忠信源氏礎』（1909年、演：片岡市太郎）
- 『悪七兵衛景清』（1920年、演：嵐璃京）
- 『泉三郎』（1921年、演：実川延松）
- 『関守の情け』（1924年、演：片岡市太郎）
- 『静御前』（1938年、監督：野淵昶、演：大友柳太朗）
- 『珍版大久保彦左衛門』（1939年、演：沢村昌之助）
- 『武蔵坊弁慶』（1942年、演：高峰秀子）
- 『虎の尾を踏む男達』（1945年、監督：黒澤明、演：仁科周芳）
- 『怪談』（1964年、監督：小林正樹、演：林与一）
- 『壇の浦夜枕合戦記』（1977年、監督：神代辰巳、演：風間杜夫）
- 『YYK論争 永遠の誤解』（1999年、監督：沖島勲、演：蒲田哲）
- 『五条霊戦記 GOJOE』（2000年、監督：石井聰亙、演：原啓一郎→浅野忠信）

## TVドラマ
源義経が主人公のテレビドラマ
- 『源義経』（1959年、NET、演：北大路欣也→南郷京之助）
- 『源義経』（1966年、NHK大河ドラマ、演：尾上菊之助）
- 『源義経』（1990年、TBS、演：東山紀之）
- 『源義経』（1991年、日本テレビ、演：野村宏伸）
- 『義経』（2005年、NHK大河ドラマ、演：上井聡一郎→神木隆之介→滝沢秀明）
- 『義経のスマホ』（2022年、NHK、演：川栄李奈）

源義経が登場するテレビドラマ
- 『弁慶』（1965年、日本テレビ、演：太田博之→大山克巳）
- 『北条政子』（1970年、NET、演：川口恒）
- 『新・平家物語』（1972年、NHK大河ドラマ、演：志垣太郎）
- 『草燃える』（1979年、NHK大河ドラマ、演：国広富之）
- 『雪の華 〜建礼門院徳子の生涯〜』（1982年、TBS、演：田村正和）
- 『武蔵坊弁慶』（1986年、NHK新大型時代劇、演：岩倉悠宇→川野太郎）
- 『炎立つ』（1993年、NHK大河ドラマ、演：野村宏伸）
- 『弁慶 怪力無双の荒法師!』（1997年、テレビ朝日、演：西村和彦）
- 『弁慶』（2004年、テレビ大阪、演：金子昇）
- 『平清盛』（2012年、NHK大河ドラマ、演：土師野隆之介→神木隆之介）
- 『鎌倉殿の13人』（2022年、NHK大河ドラマ、演：菅田将暉）

## 人形劇
- 『人形歴史スペクタクル 平家物語』（1993年12月 - 1995年1月 NHK人形劇、声：岡野進一郎）

## ミュージカル・舞台
- 常陸坊海尊（1957年、作：秋元松代）
- わらび座『義経』（作：齋藤雅文、演出：井上思、音楽：甲斐正人、作詞：竜真知子・齋藤雅文）
- 宝塚歌劇団『この恋は雲の涯まで』（作：植田紳爾）、『花のもとにて春-ある日の牛若丸-』（作：大関弘政）
- MOONSAGA-義経秘伝-（原作・脚本・演出・主演：GACKT 衣装コンセプト：CLAMP）
- "いのうえシェイクスピア"『鉈切り丸』（2013年、脚本：青木豪、演出：いのうえひでのり、演：須賀健太）
- 子午線の祀り (演・成河)

## 漫画
- 『火の鳥 乱世編』 手塚治虫 1978年
- 『天よりも星よりも』 赤石路代 1986年-1989年
- 『安東 ANTON』 安彦良和 1992年-1995年
- 『平家物語』（マンガ日本の古典シリーズ） 横山光輝 1994-1996年
- 『吾妻鏡』（マンガ日本の古典シリーズ） 竹宮惠子 1994-1996年
- 『ますらお -秘本義経記-』 北崎拓　1994-1996年
  - 『ますらお 秘本義経記 大姫哀想歌』 北崎拓 2014年
  - 『ますらお 秘本義経記 波弦、屋島』 北崎拓 2015年-2022年
- 『リョウ』 上田倫子　1995-1999年
- 『陸奥圓明流外伝 修羅の刻』 7巻～10巻 川原正敏 1997年
- 『源平伝NEO』 あかほりさとる 別天荒人 1999-2001年
- 『妖狐伝義経千本桜』 堤抄子 1999年
- 『遮那王義経』 沢田ひろふみ 2000年-2007年
  - 『遮那王義経 源平の合戦』 沢田ひろふみ 2007年-2015年
- 『黒塚 KUROZUKA』 野口賢 2002年-2006年
- 『巴の空』 大西巷一 2006年-2007年
- 『ドリフターズ』 平野耕太 2009年-
- 『鬼灯の冷徹』 江口夏実 2011年-2020年
- 『アンゴルモア 元寇合戦記』 たかぎ七彦 2013年-2018年
- 『ねこねこ日本史』そにしけんじ 2014年-

## TVアニメ
- 『まんが日本史』 （1983年 日本テレビ、声：古谷徹）
- 『ねこねこ日本史』（2016年4月 - 2018年 Eテレ、声：小林ゆう）
- 『Fate/Grand Order -絶対魔獣戦線バビロニア-』（2019年10月 - 2020年3月 TOKYO MX、声：早見沙織）
- 『平家物語』（2022年1月 - 2022年3月 フジテレビ、声：梶裕貴）

## ゲーム

### ボードゲーム
- 『決戦壇の浦』（エポック社EWEシリーズ）
- 『源平盛衰記〜血戦源義径〜』（ゲームジャーナル第14号、2005年）
- 『義経』（ゲームジャーナル第21号、2006年）
- 『源平合戦 〜寿永の乱〜』（ウォーゲーム日本史第10号、2011年）
- 『諸行無常-壇ノ浦の戦い-』（ルーデンス・ファベル）
- 『義経戦記：源平奥州六大合戦』（ゲームジャーナル第85号、2022年）

### コンピューターゲーム
- 『源平討魔伝』（ナムコ アーケード版など多数 1986年 義経：声:音声合成）
- 『源平合戦』（光栄 PC-9801など多数 1994年）
- 『義経紀』（バンプレスト PS2 2005年 源九郎義経（源義経）：声:田中敦子）
- 『義経英雄伝』（フロム・ソフトウェア PS2 2005年 源義経：声：大水忠相）
  - 『義経英雄伝修羅』（フロム・ソフトウェア PS2 2005年 牛若丸：声：阪口大助）
- 『GENJI』（SCEI PS2 2005年 源九郎義経（源義経）：声:浪川大輔）
  - 『GENJI-神威奏乱-』（SCEI PS3 2006年）
- 『Twelve〜戦国封神伝〜』（コナミ PSP 2005年 クロウ：声：小林沙苗）
- 『NAMCO x CAPCOM』（ナムコ PS2 2005年 源義経：声:千葉一伸）
- 『遙かなる時空の中で3』（コーエー PS2 2004年 源九郎義経：声:関智一）
  - 『遙かなる時空の中で3 十六夜記』（2005年 源九郎義経：声:関智一）
  - 『遙かなる時空の中で3 運命の迷宮』（2006年 源九郎義経：声:関智一）
- 『少女義経伝』（WellMADE PS2 2003年 源九羅香（義経）：声:山本麻里安）
  - 『少女義経伝・弐 〜刻を超える契り〜』（WellMADE PS2 2005年）
- 『大神』（クローバースタジオ PS2 2006年）「ウシワカ」なる人物が登場する。
- 『星の王女 〜宇宙意識に目覚めた義経〜』（美蕾 Windows XP 2007年 源九郎義経：声:柿野聖 遮那王：声:プログレス）
- 『無双OROCHI 魔王再臨』（コーエー PS2 2008年 源義経：声:織田優成）
  - 『無双OROCHI 2』（コーエーテクモゲームス PS3 2011年 源義経：声:織田優成）
- 『源狼 GENROH』（オトメイト PSP 2012年 源義経：声:立花慎之介）
- 『鬼武者Soul』（カプコン PC他 2012年 源義経：声:皆川純子）
- 『仁王2』(コーエーテクモゲームス　PS4 2020年 源義経：声：花江夏樹)
- 『英傑大戦』(セガ　アーケード 2023年 源義経：声：遊佐浩二、牛若丸：声：高橋李依)

### その他ゲーム
- 『CR義経物語』（サンセイR&D 2007年 義経：声:草尾毅）
- 『Fate/Grand Order』（スマホRPG 2015年 牛若丸：声:早見沙織）

## 音楽
- 『牛若丸』（文部省唱歌）
- 『組曲「義経」〜悪忌判官』 / 『〜夢魔炎上』 / 『〜来世邂逅』（2004年 陰陽座）

歌謡曲
- 『牛若丸元服』 『義経出陣』『源義経』 （三波春夫）
- 『弁慶&牛若丸』　(2004年 BENNIE K)